# Llista d'asteroides/103801–103900
| Nom      | Designació provisional | Data de descobriment | Lloc de descobriment | Descobridor/s  |
| -------- | ---------------------- | -------------------- | -------------------- | -------------- |
| 103801 - | 2000 DY13              | 28 de febrer, 2000   | Kitt Peak            | Spacewatch     |
| 103802 - | 2000 DH14              | 28 de febrer, 2000   | Kitt Peak            | Spacewatch     |
| 103803 - | 2000 DJ17              | 29 de febrer, 2000   | Socorro              | LINEAR         |
| 103804 - | 2000 DU17              | 26 de febrer, 2000   | Kitt Peak            | Spacewatch     |
| 103805 - | 2000 DV17              | 26 de febrer, 2000   | Kitt Peak            | Spacewatch     |
| 103806 - | 2000 DZ17              | 25 de febrer, 2000   | Siding Spring        | R. H. McNaught |
| 103807 - | 2000 DM18              | 28 de febrer, 2000   | Socorro              | LINEAR         |
| 103808 - | 2000 DN18              | 28 de febrer, 2000   | Socorro              | LINEAR         |
| 103809 - | 2000 DB19              | 29 de febrer, 2000   | Socorro              | LINEAR         |
| 103810 - | 2000 DD19              | 29 de febrer, 2000   | Socorro              | LINEAR         |
| 103811 - | 2000 DE19              | 29 de febrer, 2000   | Socorro              | LINEAR         |
| 103812 - | 2000 DK19              | 29 de febrer, 2000   | Socorro              | LINEAR         |
| 103813 - | 2000 DO19              | 29 de febrer, 2000   | Socorro              | LINEAR         |
| 103814 - | 2000 DW19              | 29 de febrer, 2000   | Socorro              | LINEAR         |
| 103815 - | 2000 DE20              | 29 de febrer, 2000   | Socorro              | LINEAR         |
| 103816 - | 2000 DL20              | 29 de febrer, 2000   | Socorro              | LINEAR         |
| 103817 - | 2000 DW20              | 29 de febrer, 2000   | Socorro              | LINEAR         |
| 103818 - | 2000 DY20              | 29 de febrer, 2000   | Socorro              | LINEAR         |
| 103819 - | 2000 DL21              | 29 de febrer, 2000   | Socorro              | LINEAR         |
| 103820 - | 2000 DN22              | 29 de febrer, 2000   | Socorro              | LINEAR         |
| 103821 - | 2000 DE23              | 29 de febrer, 2000   | Socorro              | LINEAR         |
| 103822 - | 2000 DQ23              | 29 de febrer, 2000   | Socorro              | LINEAR         |
| 103823 - | 2000 DC24              | 29 de febrer, 2000   | Socorro              | LINEAR         |
| 103824 - | 2000 DE24              | 29 de febrer, 2000   | Socorro              | LINEAR         |
| 103825 - | 2000 DR24              | 29 de febrer, 2000   | Socorro              | LINEAR         |
| 103826 - | 2000 DV24              | 29 de febrer, 2000   | Socorro              | LINEAR         |
| 103827 - | 2000 DH25              | 29 de febrer, 2000   | Socorro              | LINEAR         |
| 103828 - | 2000 DC26              | 29 de febrer, 2000   | Socorro              | LINEAR         |
| 103829 - | 2000 DZ26              | 29 de febrer, 2000   | Socorro              | LINEAR         |
| 103830 - | 2000 DL27              | 29 de febrer, 2000   | Socorro              | LINEAR         |
| 103831 - | 2000 DO27              | 29 de febrer, 2000   | Socorro              | LINEAR         |
| 103832 - | 2000 DV27              | 29 de febrer, 2000   | Socorro              | LINEAR         |
| 103833 - | 2000 DP28              | 29 de febrer, 2000   | Socorro              | LINEAR         |
| 103834 - | 2000 DY28              | 29 de febrer, 2000   | Socorro              | LINEAR         |
| 103835 - | 2000 DG29              | 29 de febrer, 2000   | Socorro              | LINEAR         |
| 103836 - | 2000 DU29              | 29 de febrer, 2000   | Socorro              | LINEAR         |
| 103837 - | 2000 DX29              | 29 de febrer, 2000   | Socorro              | LINEAR         |
| 103838 - | 2000 DN31              | 29 de febrer, 2000   | Socorro              | LINEAR         |
| 103839 - | 2000 DN32              | 29 de febrer, 2000   | Socorro              | LINEAR         |
| 103840 - | 2000 DU32              | 29 de febrer, 2000   | Socorro              | LINEAR         |
| 103841 - | 2000 DM33              | 29 de febrer, 2000   | Socorro              | LINEAR         |
| 103842 - | 2000 DQ33              | 29 de febrer, 2000   | Socorro              | LINEAR         |
| 103843 - | 2000 DZ33              | 29 de febrer, 2000   | Socorro              | LINEAR         |
| 103844 - | 2000 DC34              | 29 de febrer, 2000   | Socorro              | LINEAR         |
| 103845 - | 2000 DF34              | 29 de febrer, 2000   | Socorro              | LINEAR         |
| 103846 - | 2000 DQ34              | 29 de febrer, 2000   | Socorro              | LINEAR         |
| 103847 - | 2000 DW34              | 29 de febrer, 2000   | Socorro              | LINEAR         |
| 103848 - | 2000 DE35              | 29 de febrer, 2000   | Socorro              | LINEAR         |
| 103849 - | 2000 DK35              | 29 de febrer, 2000   | Socorro              | LINEAR         |
| 103850 - | 2000 DS35              | 29 de febrer, 2000   | Socorro              | LINEAR         |
| 103851 - | 2000 DW35              | 29 de febrer, 2000   | Socorro              | LINEAR         |
| 103852 - | 2000 DH36              | 29 de febrer, 2000   | Socorro              | LINEAR         |
| 103853 - | 2000 DX36              | 29 de febrer, 2000   | Socorro              | LINEAR         |
| 103854 - | 2000 DJ37              | 29 de febrer, 2000   | Socorro              | LINEAR         |
| 103855 - | 2000 DP37              | 29 de febrer, 2000   | Socorro              | LINEAR         |
| 103856 - | 2000 DA38              | 29 de febrer, 2000   | Socorro              | LINEAR         |
| 103857 - | 2000 DG39              | 29 de febrer, 2000   | Socorro              | LINEAR         |
| 103858 - | 2000 DH39              | 29 de febrer, 2000   | Socorro              | LINEAR         |
| 103859 - | 2000 DX39              | 29 de febrer, 2000   | Socorro              | LINEAR         |
| 103860 - | 2000 DN40              | 29 de febrer, 2000   | Socorro              | LINEAR         |
| 103861 - | 2000 DS40              | 29 de febrer, 2000   | Socorro              | LINEAR         |
| 103862 - | 2000 DW40              | 29 de febrer, 2000   | Socorro              | LINEAR         |
| 103863 - | 2000 DR41              | 29 de febrer, 2000   | Socorro              | LINEAR         |
| 103864 - | 2000 DX41              | 29 de febrer, 2000   | Socorro              | LINEAR         |
| 103865 - | 2000 DY42              | 29 de febrer, 2000   | Socorro              | LINEAR         |
| 103866 - | 2000 DA43              | 29 de febrer, 2000   | Socorro              | LINEAR         |
| 103867 - | 2000 DC43              | 29 de febrer, 2000   | Socorro              | LINEAR         |
| 103868 - | 2000 DV43              | 29 de febrer, 2000   | Socorro              | LINEAR         |
| 103869 - | 2000 DC44              | 29 de febrer, 2000   | Socorro              | LINEAR         |
| 103870 - | 2000 DJ44              | 29 de febrer, 2000   | Socorro              | LINEAR         |
| 103871 - | 2000 DK45              | 29 de febrer, 2000   | Socorro              | LINEAR         |
| 103872 - | 2000 DT45              | 29 de febrer, 2000   | Socorro              | LINEAR         |
| 103873 - | 2000 DD46              | 29 de febrer, 2000   | Socorro              | LINEAR         |
| 103874 - | 2000 DG46              | 29 de febrer, 2000   | Socorro              | LINEAR         |
| 103875 - | 2000 DR47              | 29 de febrer, 2000   | Socorro              | LINEAR         |
| 103876 - | 2000 DS47              | 29 de febrer, 2000   | Socorro              | LINEAR         |
| 103877 - | 2000 DF48              | 29 de febrer, 2000   | Socorro              | LINEAR         |
| 103878 - | 2000 DH48              | 29 de febrer, 2000   | Socorro              | LINEAR         |
| 103879 - | 2000 DZ48              | 29 de febrer, 2000   | Socorro              | LINEAR         |
| 103880 - | 2000 DG49              | 29 de febrer, 2000   | Socorro              | LINEAR         |
| 103881 - | 2000 DS49              | 29 de febrer, 2000   | Socorro              | LINEAR         |
| 103882 - | 2000 DE50              | 29 de febrer, 2000   | Socorro              | LINEAR         |
| 103883 - | 2000 DP50              | 29 de febrer, 2000   | Socorro              | LINEAR         |
| 103884 - | 2000 DB51              | 29 de febrer, 2000   | Socorro              | LINEAR         |
| 103885 - | 2000 DH51              | 29 de febrer, 2000   | Socorro              | LINEAR         |
| 103886 - | 2000 DP51              | 29 de febrer, 2000   | Socorro              | LINEAR         |
| 103887 - | 2000 DO52              | 29 de febrer, 2000   | Socorro              | LINEAR         |
| 103888 - | 2000 DP52              | 29 de febrer, 2000   | Socorro              | LINEAR         |
| 103889 - | 2000 DS52              | 29 de febrer, 2000   | Socorro              | LINEAR         |
| 103890 - | 2000 DY52              | 29 de febrer, 2000   | Socorro              | LINEAR         |
| 103891 - | 2000 DJ53              | 29 de febrer, 2000   | Socorro              | LINEAR         |
| 103892 - | 2000 DM54              | 29 de febrer, 2000   | Socorro              | LINEAR         |
| 103893 - | 2000 DR54              | 29 de febrer, 2000   | Socorro              | LINEAR         |
| 103894 - | 2000 DB55              | 29 de febrer, 2000   | Socorro              | LINEAR         |
| 103895 - | 2000 DF55              | 29 de febrer, 2000   | Socorro              | LINEAR         |
| 103896 - | 2000 DN55              | 29 de febrer, 2000   | Socorro              | LINEAR         |
| 103897 - | 2000 DS55              | 29 de febrer, 2000   | Socorro              | LINEAR         |
| 103898 - | 2000 DT55              | 29 de febrer, 2000   | Socorro              | LINEAR         |
| 103899 - | 2000 DG56              | 29 de febrer, 2000   | Socorro              | LINEAR         |
| 103900 - | 2000 DM56              | 29 de febrer, 2000   | Socorro              | LINEAR         |